# Суперкубок Західного берегу з футболу 2013
Суперкубок Західного берегу з футболу 2013  — 4-й розіграш турніру. Матч відбувся 6 вересня 2013 року між чемпіоном Західного берегу клубом Шабаб (Аль-Дхахірія) та володарем Кубка Західного берегу клубом Шабаб Аль-Халіль.
| Володар Суперкубка Західного берегу 2013 |
| ---------------------------------------- |
|                                          |
| Шабаб Аль-Халіль Перший титул            |

## Матч

### Деталі
| 6 вересня 2013 18:00 (EEST) |

| Шабаб (Аль-Дхахірія)                                           | 1:1      | Шабаб Аль-Халіль                                                        |
| -------------------------------------------------------------- | -------- | ----------------------------------------------------------------------- |
| Зінаті 40'                                                     | Протокол | Аттал 7'                                                                |
|                                                                | Пенальті |                                                                         |
| Мохаммад Кабаха · Яхя Аль-Собахі · Айман Манна · Ріабал Сарсор | 2:4      | Атеф Абу Білал · Абд Кабія · Абдаллатіф Аль-Бахдарі · Ібрагем Альсверкі |

| Хуарі Бумедьєн, Дура Арбітр: Мохаммед Ібдеїр |